# Skała (Sainte-Croix)
Pour les articles homonymes, voir Skała.
Skała est une localité polonaise de la gmina de Bejsce, située dans le powiat de Kazimierza en voïvodie de Sainte-Croix.